# بتا ماهی پرنده
بتا ماهی پرنده درخشان‌ترین ستاره صورت فلکی ماهی پرنده است که در فاصله ۱۰۸ سال نوری و در رده طیفی K1III قرار می‌گیرید.